# Steven Soderbergh
Steven Andrew Soderbergh (n. 14 ianuarie 1963, Atlanta, Georgia, SUA) este un regizor, producător de film, scenarist american; câștigător al Premiului Oscar pentru cel mai bun regizor. Este cel mai bine cunoscut pentru regizarea filmelor Erin Brockovich, Traffic, The Informant și a refacerii filmului Ocean's Eleven.

## Viața și cariera
Steven Soderbergh s-a născut al cincilea dintre șase copii în Atlanta, Georgia, în estul Statelor Unite. Tatăl său, Peter Andrew Soderbergh, a fost profesor de educație, iar mama sa, Mary Ann Soderbergh, obișnuia să lucreze ca psiholog. Bunicul său patern era un imigrant suedez din Stockholm. La trei luni după nașterea sa, familia s-a mutat la Austin (Texas), apoi în 1967 la Pittsburgh (Pennsylvania) și în 1973 la Charlottesville (Louisiana). În 1977, familia a ajuns în cele din urmă la Baton Rouge, Louisiana. Tatăl lui Soderbergh a devenit decan al departamentului de educație de la Universitatea de Stat din Louisiana. În 1979, părinții lui s-au despărțit. Steven Soderbergh a fost un jucător de baseball talentat, dar apoi și-a descoperit dragostea pentru film. În anii de școală s-a înscris la ora de film de animație și la vârsta de 13 ani a început să realizeze primele scurtmetraje cu o cameră Super 8 pe care o împrumutase de la universitate. În tinerețe, a văzut filmul Jaws al lui Steven Spielberg de 28 de ori și American Graffiti al lui George Lucas de 14 ori. A învățat practic secvențele și decupările filmului pe de rost. După ce a absolvit școala, tânărul de atunci în vârstă de 18 ani a lucrat ca editor în Los Angeles pentru serialul de televiziune Games People Play. Cu toate acestea, s-a întors curând nemulțumit la Baton Rouge, unde a scris scenarii și a făcut alte mici autoproducții.
Printr-un prieten, a luat cunoștință de trupa rock Yes, care căuta un regizor care să le surprindă turneul pe film. Soderbergh a primit slujba și a filmat grupul cântând. Trupei i-a plăcut atât de mult rezultatul, încât i-au cerut să facă un alt film despre ei. Soderbergh a fost de acord și a fost creat filmul de concert 9012Live: The Solos. În 1986, filmul a fost nominalizat la premiul Grammy pentru cel mai bun videoclip muzical de lungmetraj. În 1988, Soderbergh s-a căsătorit cu actrița Betsy Brantley și au divorțat în 1994. Au o fiică împreună.
În 1989, a urmat filmul independent Sex, Lies and Videotape, pentru care a scris scenariul în doar opt zile. Filmul a fost proiectat cu succes la Festivalul de Film de la Cannes din 1989 și a câștigat Palme d'Or. Au urmat filme mai puțin de succes din punct de vedere financiar, cum ar fi Kafka (1991) și King of the Marble Players (1993).
Descoperirea sa comercială a venit în 1998 cu comedia cu gangsteri Out of Sight, care a fost bazată pe un scenariu de Elmore Leonard. Pentru Traffic (2000), Soderbergh a primit Oscarul pentru cel mai bun regizor. De atunci, a realizat mai multe filme solicitante din punct de vedere artistic, pe care le-a putut distribui alături de vedete de top precum Brad Pitt, George Clooney și Julia Roberts, ceea ce i-a sporit și succesul comercial.
În 2000, Soderbergh și George Clooney au fondat compania de producție Section Eight Productions, cu care au început să producă filme. În 2006, Clooney a părăsit compania.
Cel mai mare succes comercial al lui Soderbergh a fost comedia cu gangsteri Ocean's Eleven (2001). Filmul a încasat 451 de milioane de dolari în întreaga lume . De asemenea, a regizat urmările Ocean's 12 (2004) și Ocean's 13 (2006).
A făcut însă și filme mai solicitante, precum The Good German (2006) sau Che – Revolución / Che – Guerrilla (2008), care au eșuat la box office în ciuda aprecierii criticilor.
Soderbergh își filmează filmele cu camere de cinema digitale din 2008. Filmele Unsane și High Flying Bird au fost filmate cu un iPhone.
După succesele de box office Contagion (2011) și Magic Mike (2012), următorul film al lui Soderbergh, Side Effects, a fost lansat în 2013. Chiar înainte de lansarea filmului, regizorul a anunțat că se va retrage din industria cinematografică pentru o perioadă nedeterminată. Soderbergh a justificat acest lucru, printre altele, cu condițiile de muncă din ce în ce mai complicate de la Hollywood și exigențele excesive ale muncii sale. La sfârșitul lunii aprilie 2013, Soderbergh a ținut un discurs foarte remarcat despre „starea filmului” în calitate de vorbitor invitat la Festivalul Internațional de Film de la San Francisco, în care a criticat nu numai accentul tot mai mare al studiourilor pe producerea de filme cu cel mai ușor complot posibil, ci și creșterea masivă a costurilor de marketing și a discrepanțelor dintre producători de film.
După ce mai multe studiouri de film au respins producția, Soderbergh a filmat biografia artistului Liberace ca un film de televiziune Viața mea cu Liberace pentru canalul de televiziune cu plată HBO, cu Michael Douglas și Matt Damon în rolurile principale. Filmul a câștigat 11 premii Emmy (inclusiv cel mai bun miniserie sau film de televiziune și cel mai bun actor într-o miniserie sau film de televiziune) și a fost lansat în Europa. În 2014 și 2015 a regizat serialul de televiziune The Knick. De asemenea, a regizat piesa de teatru The Library, o adaptare a cărții lui Dave Cullen Columbine despre masacrul școlii din Littleton, la Teatrul Public din New York în 2014. A fost cameraman și editor de film, precum și ca producător executiv la Magic Mike XXL în 2015.
În anii următori a regizat filmele Logan Lucky (2017) și Unsane (2018). De asemenea, a produs filmele Ocean's 8 (2018) și The Report (2019), precum și serialul Now Apocalypse (2019). Alte filme pe care le-a regizat includ The Laundering (2019), Kimi în 2022, Presence în 2024 și Black Bag în 2025.

## Colaborări frecvente
| Actor                | Sex, Lies and Videotape | Kafka | King of the Hill | The Underneath | Gray's Anatomy | Schizopolis | Out of Sight | The Limey | Erin Brockovich | Traffic | Ocean's Eleven | Full Frontal | Solaris | Eros | Ocean's Twelve | The Good German | Ocean's Thirteen | Che | The Informant! | Contagion | Haywire | Magic Mike | Side Effects | Behind the Candelabra | Total |
| Scott Bakula         |                         |       |                  |                |                |             |              |           |                 |         |                |              |         |      |                |                 |                  |     | No             |           |         |            |              | No                    | 2     |
| Don Cheadle          |                         |       |                  |                |                |             | No           |           |                 | No      | No             |              |         |      | No             |                 | No               |     |                |           |         |            |              |                       | 5     |
| Joe Chrest           |                         |       | No               | No             |                | No          | No           |           | No              |         |                | No           |         |      |                |                 | No               |     |                |           |         |            |              |                       | 7     |
| George Clooney       |                         |       |                  |                |                |             | No           |           |                 |         | No             |              | No      |      | No             | No              | No               |     |                |           |         |            |              |                       | 6     |
| Enrico Colantoni     |                         |       |                  |                |                |             |              |           |                 |         |                | No           |         |      |                |                 |                  |     |                | No        |         |            |              |                       | 2     |
| Matt Damon           |                         |       |                  |                |                |             |              |           |                 |         | No             |              |         |      | No             |                 | No               | No  | No             | No        |         |            |              | No                    | 7     |
| Viola Davis          |                         |       |                  |                |                |             | No           |           |                 | No      |                |              | No      |      |                |                 |                  |     |                |           |         |            |              |                       | 3     |
| Benicio del Toro     |                         |       |                  |                |                |             |              |           |                 | No      |                |              |         |      |                |                 |                  | No  |                |           |         |            |              |                       | 2     |
| Michael Douglas      |                         |       |                  |                |                |             |              |           |                 | No      |                |              |         |      |                |                 |                  |     |                |           | No      |            |              | No                    | 3     |
| Ann Dowd             |                         |       |                  |                |                |             |              |           |                 |         |                |              |         |      |                |                 |                  |     | No             |           |         |            | No           |                       | 2     |
| Albert Finney        |                         |       |                  |                |                |             |              |           | No              | No      |                |              |         |      | No             |                 |                  |     |                |           |         |            |              |                       | 3     |
| Peter Gallagher      | No                      |       |                  | No             |                |             |              |           |                 |         |                |              |         |      |                |                 |                  |     |                |           |         |            |              |                       | 2     |
| Elliott Gould        |                         |       |                  |                |                |             |              |           |                 |         | No             |              |         |      | No             |                 | No               |     |                | No        |         |            |              |                       | 4     |
| Topher Grace         |                         |       |                  |                |                |             |              |           |                 | No      | No             |              |         |      | No             |                 |                  |     |                |           |         |            |              |                       | 3     |
| Spalding Gray        |                         |       | No               |                | No             |             |              |           |                 |         |                |              |         |      |                |                 |                  |     |                |           |         |            |              |                       | 2     |
| Luis Guzmán          |                         |       |                  |                |                |             | No           | No        |                 | No      |                |              |         |      |                |                 |                  |     |                |           |         |            |              |                       | 3     |
| Eddie Jemison        |                         |       |                  |                |                | No          |              |           |                 |         | No             |              |         |      | No             |                 | No               |     | No             |           |         |            |              | No                    | 6     |
| Nicky Katt           |                         |       |                  |                |                |             |              | No        |                 |         |                | No           |         |      |                |                 |                  |     |                |           |         |            |              | No                    | 3     |
| Catherine Keener     |                         |       |                  |                |                |             | No           |           |                 |         |                | No           |         |      |                |                 |                  |     |                |           |         |            |              |                       | 2     |
| Jeroen Krabbé        |                         | No    | No               |                |                |             |              |           |                 |         |                |              |         |      | No             |                 |                  |     |                |           |         |            |              |                       | 3     |
| Jude Law             |                         |       |                  |                |                |             |              |           |                 |         |                |              |         |      |                |                 |                  |     |                | No        |         |            | No           |                       | 2     |
| Tom Papa             |                         |       |                  |                |                |             |              |           |                 |         |                |              |         |      |                |                 |                  |     | No             |           |         |            |              | No                    | 2     |
| Brad Pitt            |                         |       |                  |                |                |             |              |           |                 |         | No             | No           |         |      | No             |                 | No               |     |                |           |         |            |              |                       | 4     |
| Julia Roberts        |                         |       |                  |                |                |             |              |           | No              |         | No             | No           |         |      | No             |                 |                  |     |                |           |         |            |              |                       | 4     |
| Terence Stamp        |                         |       |                  |                |                |             |              | No        |                 |         |                | No           |         |      |                |                 |                  |     |                |           |         |            |              |                       | 2     |
| Channing Tatum       |                         |       |                  |                |                |             |              |           |                 |         |                |              |         |      |                |                 |                  |     |                |           | No      | No         | No           |                       | 3     |
| Ron Vawter           | No                      |       | No               |                |                |             |              |           |                 |         |                |              |         |      |                |                 |                  |     |                |           |         |            |              |                       | 2     |
| Catherine Zeta-Jones |                         |       |                  |                |                |             |              |           |                 | No      |                |              |         |      | No             |                 |                  |     |                |           |         |            | No           |                       | 3     |
| -------------------- | ----------------------- | ----- | ---------------- | -------------- | -------------- | ----------- | ------------ | --------- | --------------- | ------- | -------------- | ------------ | ------- | ---- | -------------- | --------------- | ---------------- | --- | -------------- | --------- | ------- | ---------- | ------------ | --------------------- | ----- |

## Filmografie

### Regizor
- Sex, Lies, and Videotape (1989)
- Kafka (1991)
- King of the Hill (1993)
- The Underneath (1995)
- Gray's Anatomy (1996)
- Schizopolis (1996)
- Out of Sight (1998)
- The Limey (1999)
- Erin Brockovich (2000)
- Traffic (2000)
- Ocean's Eleven (2001)
- Full Frontal (2002)
- Solaris (2002)
- Eros (2004)
- Ocean's Twelve (2004)
- Bubble (2005)
- The Good German (2006)
- Ocean's Thirteen (2007)
- Che (2008, 2-Part film)
- The Girlfriend Experience (2009)
- The Informant! (2009)
- And Everything Is Going Fine (2010)
- Contagion (2011)
- Haywire (2012)
- Magic Mike (2012)
- Side Effects (2013)
- Behind the Candelabra (2013, TV movie)

### Scenarist
- 1989: Sex, Lies, and Videotape
- 1993: King of the Hill
- 1995: The Underneath as Sam Lowry
- 1996: Schizopolis
- 1997: Nightwatch
- 2002: Solaris
- 2004: Criminal as Sam Lowry
- 2004: Eros – the segment "Equilibrium"

### Operator
- 1996: Schizopolis
- 2000: Traffic – as Peter Andrews
- 2001: Ocean's Eleven – as Peter Andrews
- 2002: Full Frontal – as Peter Andrews
- 2002: Solaris – as Peter Andrews
- 2004: Ocean's Twelve – as Peter Andrews
- 2004: Eros – the segment "Equilibrium"
- 2006: Bubble – as Peter Andrews
- 2006: The Good German – as Peter Andrews
- 2007: Ocean's Thirteen – as Peter Andrews
- 2008: Che – as Peter Andrews
- 2009: The Girlfriend Experience – as Peter Andrews
- 2009: The Informant! – as Peter Andrews
- 2011: Contagion – as Peter Andrews
- 2012: Haywire – as Peter Andrews
- 2012: Magic Mike – as Peter Andrews
- 2013: Side Effects – as Peter Andrews
- 2013: Behind the Candelabra – as Peter Andrews

### Editor
- 1989: Sex, Lies, and Videotape
- 1991: Kafka
- 1993: King of the Hill
- 2002: Solaris – as Mary Ann Bernard
- 2004: Eros – the segment "Equilibrium"
- 2006: Bubble – as Mary Ann Bernard
- 2006: The Good German – as Mary Ann Bernard
- 2009: The Girlfriend Experience – as Mary Ann Bernard
- 2012: Haywire – as Mary Ann Bernard
- 2012: Magic Mike – as Mary Ann Bernard
- 2013: Side Effects – as Mary Ann Bernard
- 2013: Behind the Candelabra – as Mary Ann Bernard

### Regizor secund
- 2012: The Hunger Games

### Producător
- 1994: Suture
- 1996: The Daytrippers
- 1998: Pleasantville
- 2001: Who Is Bernard Tapie?
- 2001: Tribute
- 2002: Far from Heaven
- 2002: Confessions of a Dangerous Mind
- 2002: Insomnia
- 2002: Welcome to Collinwood
- 2002: Naqoyqatsi
- 2004: Keane
- 2004: Criminal
- 2005: Symbiopsychotaxiplasm: Take 2 1/2
- 2005: Unscripted
- 2005: The Big Empty
- 2003: Able Edwards
- 2005: Syriana
- 2005: Good Night, and Good Luck
- 2005: The Jacket
- 2005: Rumor Has It...
- 2006: Pu-239
- 2006: A Scanner Darkly
- 2007: I'm Not There
- 2007: Michael Clayton
- 2007: Wind Chill
- 2009: Playground
- 2009: Solitary Man
- 2010: Rebecca H. (Return to the Dogs)
- 2011: We Need to Talk About Kevin
- 2011: His Way

### Director
- 2003: "K Street"
- 2014: "The Knick"

### Producător
- 2003: "K Street"
- 2014: "The Knick"

## Comentarii audio

### Propriile filme
- Sex, Lies, and Videotape, with filmmaker Neil LaBute
- Schizopolis
- Out of Sight, with screenwriter Scott Frank
- The Limey, with screenwriter Lem Dobbs
- Traffic, with screenwriter Stephen Gaghan
- Ocean's Eleven, with screenwriter Ted Griffin
- Full Frontal, with screenwriter Coleman Hough
- Solaris, with producer James Cameron
- Ocean's Twelve, with screenwriter George Nolfi (Blu-ray only)
- Bubble, with filmmaker Mark Romanek
- Ocean's Thirteen, with screenwriters Brian Koppelman and David Levien (Blu-ray only)
- The Girlfriend Experience, with actress Sasha Grey
- The Informant!, with screenwriter Scott Z. Burns (Blu-ray only)

### Alte filme
- Apartment Zero, with screenwriter/producer David Koepp
- Billy Budd, with actor Terence Stamp
- Catch-22, with director Mike Nichols
- Clean, Shaven, with director Lodge Kerrigan
- The Graduate, with director Mike Nichols
- Point Blank, with director John Boorman
- Seabiscuit, with director Gary Ross
- The Third Man, with screenwriter Tony Gilroy
- Who's Afraid of Virginia Woolf?, with director Mike Nichols
- The Yards, with director James Gray